# Lagosanto

Lagosanto  (Laghsant en dialecte de Ferrare) est une commune italienne de la province de Ferrare dans la région Émilie-Romagne en Italie.

## Géographie
Situé à une altitude moyenne de 0 mètre, dans une plaine drainée d’une multitude de canaux d’assainissement des terres agricoles qui caractérisent la physionomie du delta du Pô.
La commune est traversée :
- du nord au sud par la route qui, de Codigoro (11 km) mène à Comacchio (10 km ) et la route nationale SS309 Romea qui de Ravenne (40 km) rejoint Venise (74 km),
- à l’ouest, la route provinciale SP34a mène à Ferrare (43 km),
- à l’est, une route mène à la Riviera romagnole (9 km) et la station balnéaire du Lido delle Nationi baignée par la mer Adriatique.

## Histoire
Le nom dérive de lacus sanctus c’est-à-dire lagune du saint en référence au bénédiction Sant'Appiano qui s’établit dans la zone pour ramasser le sel des salines présentes dans la région.
Le pays de Lagosanto, comme celui de Codigoro, a subi pendant des siècles les différends et les luttes entre la Maison d'Este, Abbaye de Pomposa et l’État pontifical. Après l’an 1000, l’abandon de l’entretien des travaux hydrauliques entrepris par les Étrusques et les Romains, provoqua la submersion des terres et la transformation de celles-ci en lagune. Lagunes qui, au fil des années, furent dédiées à une pêche rationnelle et la chasse ; nouvelles ressources économiques qui dura jusqu’au début du XXe siècle et le début des travaux d’assainissement des marais.
- 1225-1260, Lagosanto, sous la domination de Pomposa, devient une commune.
- 1415, sous l’autorité des ducs d’Este, la commune devient autonome.
- 1872, début de la bonification des terres par des fonds privés et l’établissement de la station de pompage de Marozzo qui draine les eaux vers le Pô de Volano.

## Monuments d’intérêt
- Église de Santa Maria delle Neve, de 1632
- La tour de l’horloge, monument néo-Renaissance construit en 1932 sur les ruines d’une église du XIVe siècle, siège des archives communales.
- L’église de Vaccolino (hameau de Lagosanto).

## Fêtes et évènements
- La Sagra della fragola, en mai le sacre de la fraise issue de la culture locale.

## Administration
| Période                                  | Période  | Identité    | Étiquette     | Qualité |
| ---------------------------------------- | -------- | ----------- | ------------- | ------- |
| 08/06/2009                               | En cours | Paola Ricci | Liste civique |         |
| Les données manquantes sont à compléter. |          |             |               |         |

### Hameaux
Marozzo, Vaccolino 
Certains membres de la famille Lagosanto d'origine sicilienne ont fui au nord de l'Italie pendant la guerre. Après la fin de la guerre les membres de la famille sont retournés en Sicile et sont rentrés dans les clans de la Cosa Nostra de 1970 à aujourd'hui.

### Communes limitrophes
Codigoro, Comacchio, Massa Fiscaglia, Ostellato

## Population

### Évolution de la population en janvier de chaque année
| 1861  | 1901  | 1921  | 1951  | 1961  | 1971  | 1981  | 1991  | 2001  |
| ----- | ----- | ----- | ----- | ----- | ----- | ----- | ----- | ----- |
| 1 820 | 2 633 | 3 432 | 5 989 | 5 001 | 4 121 | 4 530 | 4 387 | 4 398 |

| 2011  | - | - | - | - | - | - | - | - |
| ----- | - | - | - | - | - | - | - | - |
| 4 921 | - | - | - | - | - | - | - | - |